# Чурапчинская улусная гимназия
МБОУ «Чурапчинская гимназия имени Степана Кузьмича Макарова» — образовательное учреждение в городе Чурапча Чурапчинского улуса Республики Саха (Якутия).

## История
До открытия существовала в виде гимназических классов Чурапчинской средней школы.
В 1995 году стала самостоятельным образовательным учреждением на основании Приказа № 01-06/419 Министерства образования Республики Саха (Якутия) «Об открытии Чурапчинской улусной гимназии» с целью предоставления гимназического образования школьникам.
23 декабря 1996 года выдана лицензия Б 781031, регистрационный номер 61 по Приказу № 01-06/506 Министерства образования Республики Саха (Якутия). Входит в сеть президентских школ при президенте Республики Саха (Якутия).
В 2008 году стала победителем конкурса инновационных образовательных учреждений
24 ноября 2010 года Президент Якутии Е. Борисов подписал Указ «О присвоении имени С. К. Макарова муниципальному общеобразовательному учреждению „Чурапчинская улусная гимназия“». С тех пор гимназия носит имя ветерана Великой Отечественной войны, заслуженного учителя РСФСР и Якутской АССР, первого почётного гражданина Чурапчинского улуса Степана Кузьмича Макарова.
В 2017 году было построено новое здание гимназии, после этого стали принимать[кто?] не 17 учеников, а 24 ученика, в новом здании 41 кабинет.
В общей сложности в гимназии 44 педагога, из них 2 Заслуженных учителя Российской Федерации, 2 Заслуженных учителя Республики Саха (Якутия), 6 почётных работников общего образования Российской Федерации, 5 отличников просвещения Российской Федерации и 13 отличников образования Республики Саха (Якутия), 7 обладателей знака «Надежда Якутии».

## Образовательный процесс
В гимназии 321 ученик, в основном из наслегов Чурапчинского улуса, но также и из других улусов: Мегино-Кангаласского, Оймяконского, Таттинского, Томпонского. Профили образования — гуманитарный, математический и естественный.
Для учеников из других улусов предусмотрен интернат.
Индивидуальные виды деятельности учащихся:
- основной (урок)
- профильный (спецкурсы)
- исследовательский (исследовательские группы)

### Список директоров
- (1995—2002) Иустинова Альбина Степановна — заслуженный работник образования Республики Саха (Якутия), отличник образования Российской Федерации (ныне заместитель министра профессионального образования РС(Я).
- (2002—2004) Тобохов Семен Владимирович — отличник образования Республики Саха (Якутия).
- (2004—2008) Гуляев Василий Васильевич — отличник образования Республики Саха (Якутия) (ныне руководитель департамента внутренней политики администрации главы и правительства РС(Я).
- (2008—2012) Манасытова Марианна Алексеевна — кандидат педагогических наук, отличник народного просвещения РСФСР, стипендиат международного фонда Дети Саха-Азия.
- (2012—2019) Посельский Юрий Павлович — отличник образования Республики Саха (Якутия).
- С 2019 г. Слепцов Юрий Михайлович — отличник образования Республики Саха (Якутия).

## Отдельные успехи гимназистов и гимназии
Гимназисты успешно участвуют в научно-социальной программе для молодёжи и школьников «Шаг в будущее». В 1998 году Ваня Дягилев (9 класс) в составе национальной команды Республики Саха (Якутия) стал лауреатом Всероссийской конференции «Шаг в будущее» (г. Москва) и финалистом международной научно-технической выставки в Америке (штат Техас). В 2000 году Евгений Ершов (11 класс) стал финалистом Всероссийского смотра-конкурса «Юниор-2000» (г. Москва). В 2010 году ученица гимназии Куннэй Попова с проектом солнечного коллектора стала победительницей IV Всероссийского конкурса научно-инновационных проектов компании Siemens в России «Технологии повышения эффективности на производстве и в жизни» в Дальневосточном регионе и вошла в число восьми финалистов по стране.
В 1998 г. на базе Чурапчинской улусной гимназии создан координационный центр региональной конференции «Шаг в будущее» Заречного учебного округа. В январе 1999 г. проведён 1 тур республиканской конференции «Шаг в будущее» с охватом 172 учащихся из 6 улусов.